# Ілюстрація

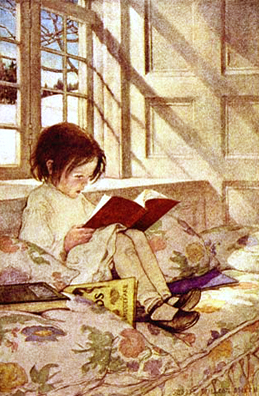
Ілюстрація Jessie Willcox Smith.

Ілюстра́ція — зображення, що супроводжує текст літературного твору, газетної статті тощо з метою полегшення для читача візуалізації змісту. 
До винаходу книгодрукування рукописні книги ілюструвалися художниками вручну. Першою технікою ілюстрації, що з'явилася після винаходу книгодрукування, був дереворит. У 16–17 століттях були розроблені методи гравюр і офортів. У 18 столітті з'явилася літографія, значно підвищивши якість зображень. 
Окремим різновидом ілюстрацій є 
- технічні малюнки,
- діаграми,
- схеми,
- графіки.